# Barbara Šteh
Barbara Šteh, slovenska psihologinja, * december 1965.
Predava na Oddelku za pedagogiko andragogiko Filozofske fakultete Univerze v Ljubljani.